# David Toro
José David Toro Ruilova, bolivijski general in politik, * 24. junij 1898, † 25. julij 1977.